# Gayungan
Gayungan é um kecamatan (subdistrito) da cidade de Surabaia, na Província Java Oriental, Indonésia.

## Keluharaan
Gayungan possui 4 keluharan:
- Gayungan
- Ketintang
- Menanggal
- Dukuh Menanggal